# 二子塚古墳 (池田市)
二子塚古墳（ふたごづかこふん）は、大阪府池田市井口堂にある古墳。形状は前方後円墳。史跡指定はされていない。

## 概要
大阪府北部、秦野台地から南に延びる丘陵の南端部に築造された古墳である。現在では墳丘上に稲荷社が祀られている。1914年（大正3年）に梅原末治により学会に紹介されたほか、1986年度（昭和61年度）に発掘調査（第1次調査）が実施されている。
墳形は前方後円形で（かつては双円墳とも）、前方部を北東方向に向ける。墳丘長は約45メートルを測る。墳丘外表で葺石・埴輪は認められていない。埋葬施設は後円部・前方部における各1基の横穴式石室である。後円部石室（南石室）は両袖式で石室全長6.7メートルを測るが、前方部石室（北石室）は埋没しており詳らかでない。また副葬品も詳らかでない。
築造時期は、古墳時代後期前半の6世紀前半（または6世紀中葉）頃と推定される。猪名川流域では最後の前方後円墳と位置づけられる古墳になる。

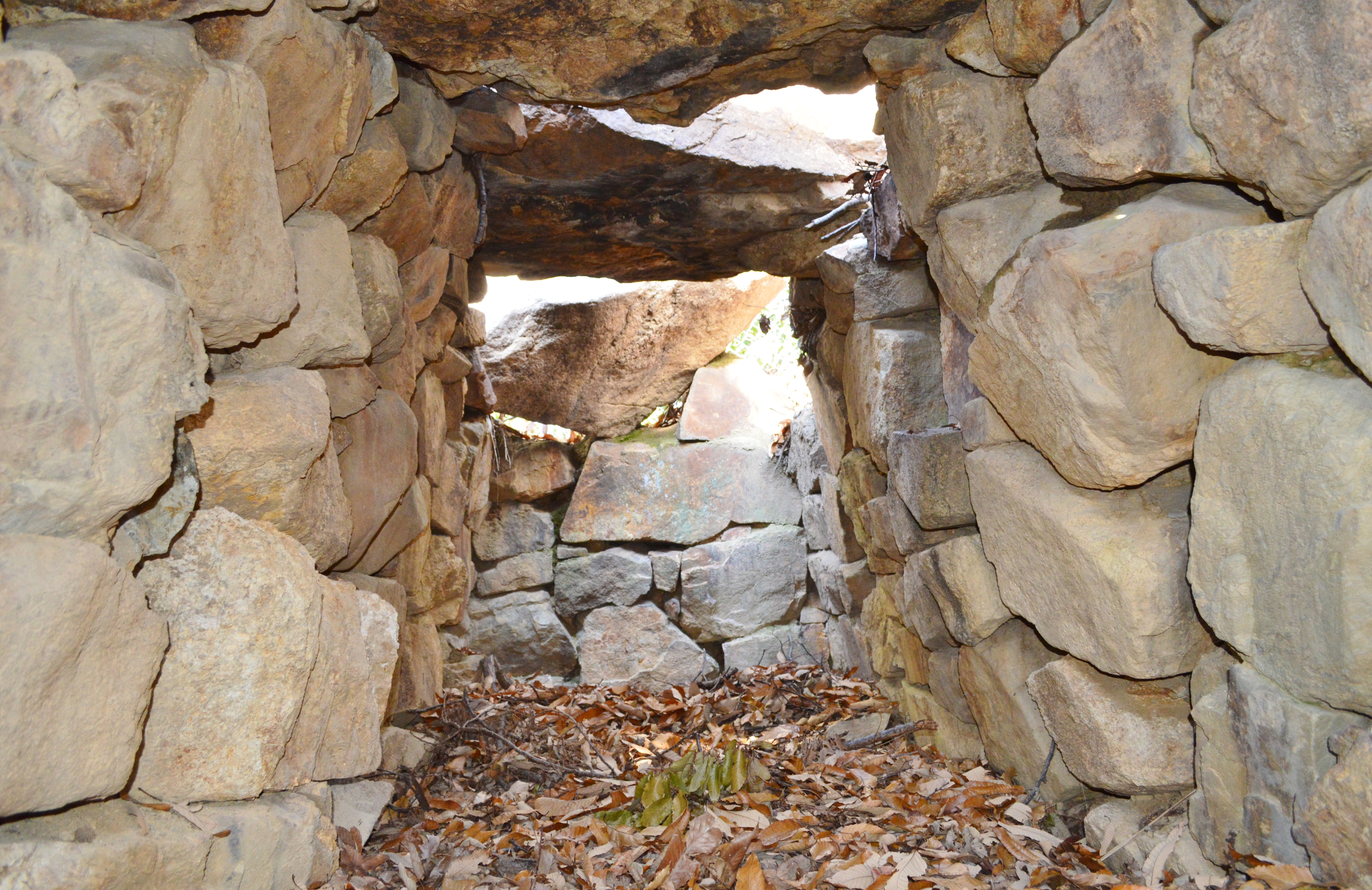
玄室（奥壁方向）
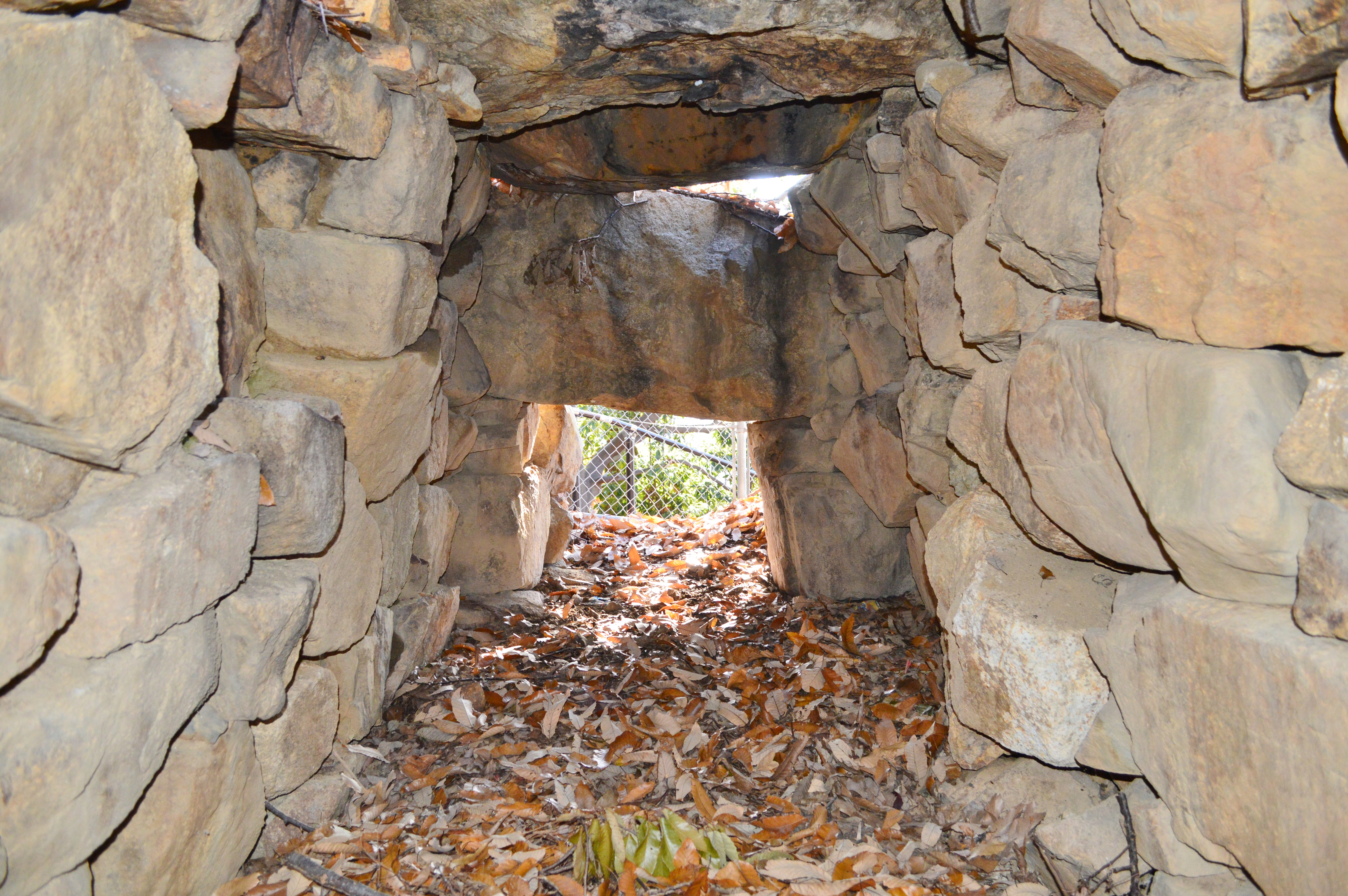
玄室（開口部方向）
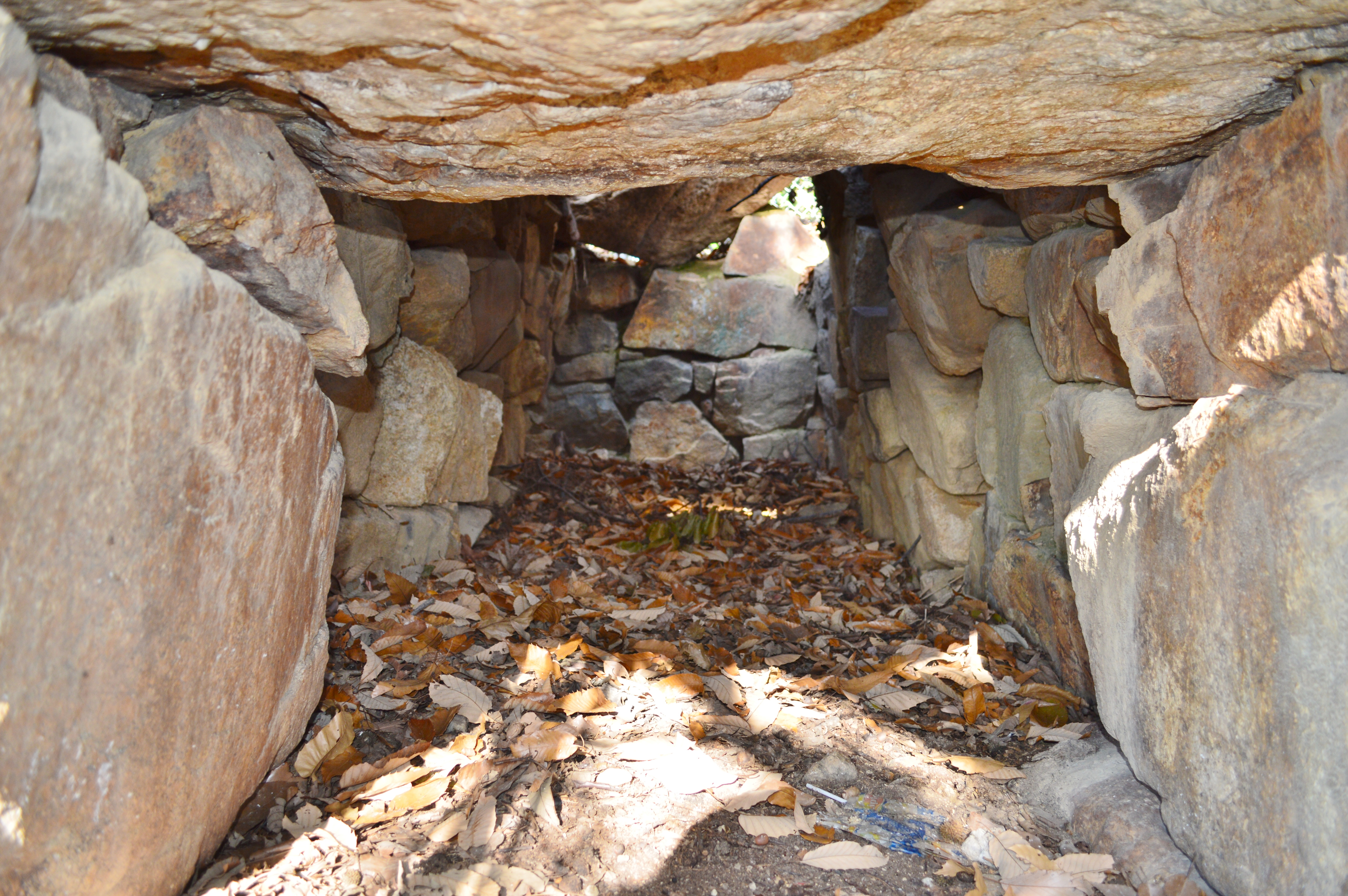
羨道（玄室方向）
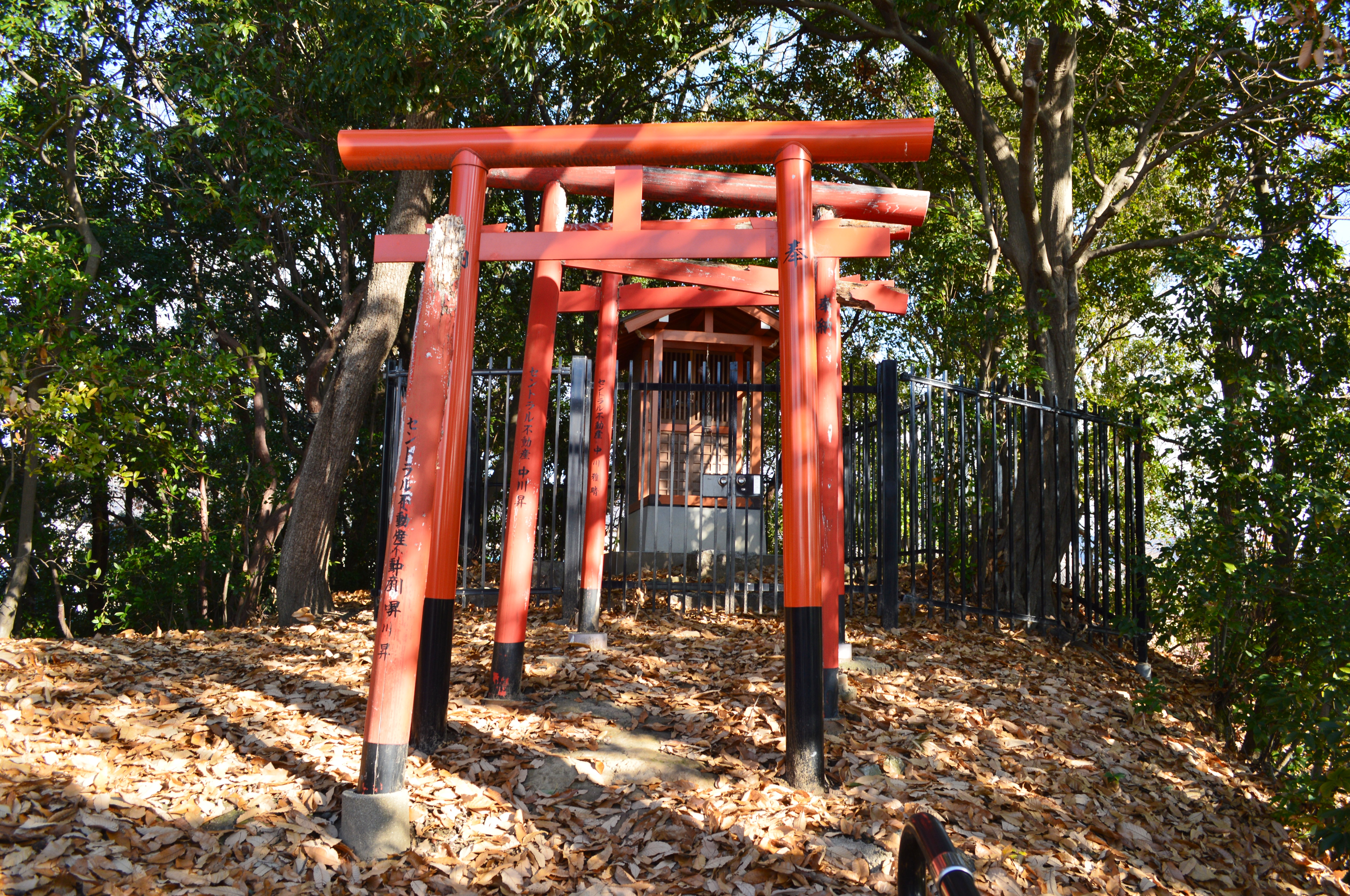
墳頂の稲荷社
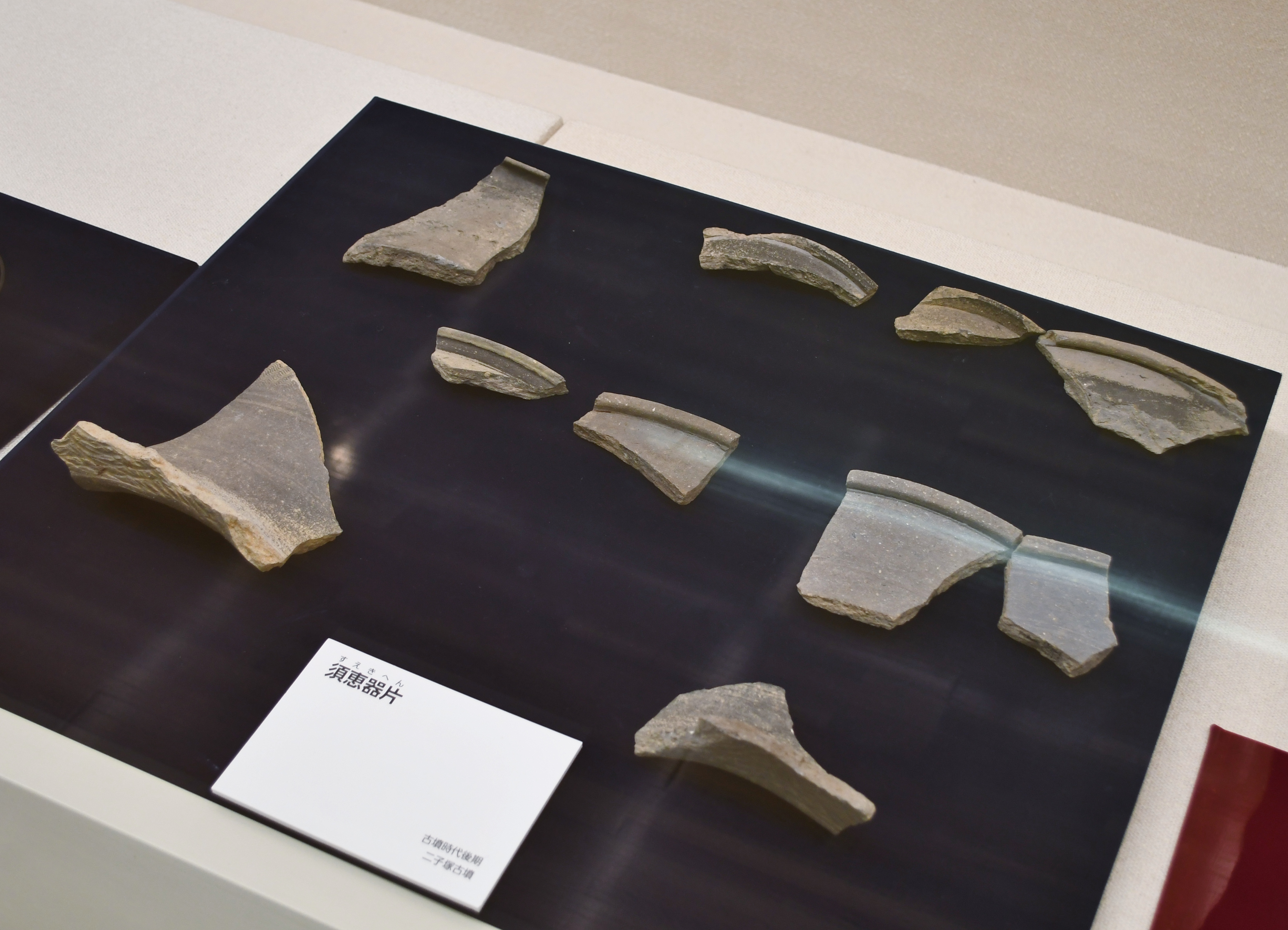
須恵器片 池田市立歴史民俗資料館展示。